# Anton Wibberding
Anton Wibberding (* 18. März 1860 in Dülmen; † 24. März 1930 in Münster) war ein deutscher Politiker und Bürgermeister der Stadt Sendenhorst und Wattenscheid.

## Leben
Anton Wibberding wurde als Sohn des Gutsbesitzers Schulze-Wibberding in Dülmen geboren. Seine erste Ausbildung erhielt er an der Rektoratschule in Dülmen. Danach besuchte er das Gymnasium in Beckum und Warendorf, wo er die Obersekundareife erhielt.

## Beruflicher Werdegang
Am 1. September [sic] trat er bei der Verwaltung des Amtes Lüdinghausen ein, ging zwei Jahre später zum Amt Buldern und dann nach Coesfeld. Nachdem er seine Dienstpflicht erledigt hatte, ging er am 1. Oktober 1884 nach Rienborg, Kreis Ahaus. Im Jahr 1889 wählte man ihn zum Bürgermeister von Sendenhorst bei Münster.
Am 19. Juli 1894 wurde er als Bürgermeister von Wattenscheid bestätigt. Er wurde 1906 und 1918 in seinem Amt bestätigt. Er wurde am 1. Juli 1920 pensioniert.
In seiner Amtszeit wurde die Erweiterung des Rathaus, der Neubau der Johannesschule, Gertrudisschule und Pestalozzischule, diese mit Turnhalle und Volksbad, die Errichtung des Stadtgartens und die Erweiterung der Gaswerke realisiert. Wibberding war ein starker Vertreter des Selbstverwaltungsgedanken der Kommunen. In seiner Amtszeit wuchs die Stadt Wattenscheid in der rasenden Industrialisierung erheblich. Bei seinem Dienstantritt war die Einwohnerzahl bei 15 000, bei seinem Abgang bei 28 000 Einwohnern. Weiterhin lenkte er die Stadt durch die schweren Zeiten des Ersten Weltkrieges.

„Er war ein Vorbild eines pflichttreuen Beamten, sich auszeichnend durch echten Westfalen-Charakter, Gerechtigkeitssinn, sachliche Form seines Wirkens und eine charaktervolle offene Denkungsart. Ein dauerndes Andenken ist ihm gewiß.“

Seine Frau Maria (geb. Kerkmann) überlebte ihn sowie seine Kinder und Enkelkinder. Er hatte wenigstens zwei Töchter.

## Ehrung
- Wibberding erhielt 1912 den Roten Adlerorden 4. Klasse[9]